# Camille (1917)

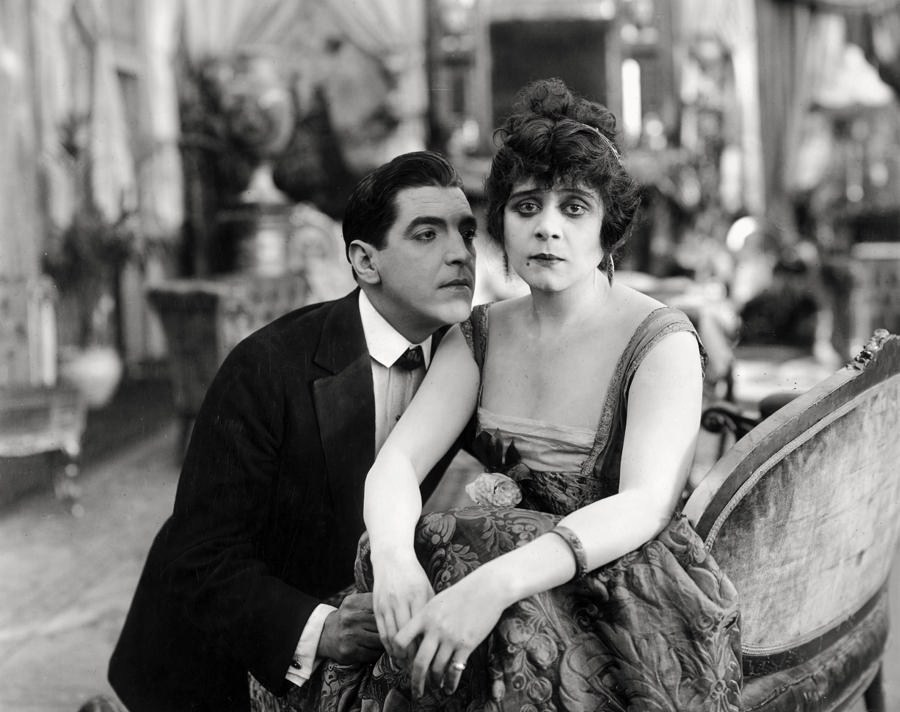
Alan Roscoe e Theda Bara em Camille, 1917.

Camille (1917) foi um filme de drama mudo norte-americano, baseado no romance e peça de 1852, La dame aux camélias (em português: A Dama das Camélias), de Alexandre Dumas, filho, adaptado por Adrian Johnson, dirigido por J. Gordon Edwards e estrelado por Theda Bara como Marguerite Gauthier.
O filme foi produzido pela Fox Film Corporation e foi filmado no Fox Studio em Fort Lee, Nova Jérsei.
Camille foi lançado no Brasil com o título A Dama das Camlias em 21 de Maio de 1919.

## Elenco
- Theda Bara - Marguerite Gauthier
- Alan Roscoe - Armand Duval (creditado como Albert Roscoe)
- Walter Law - Count de Varville
- Glen White - Gaston Rieux
- Alice Gale - Madame Prudence
- Claire Whitney - Celeste Duval
- Richard Barthelmess

## Status de preservação

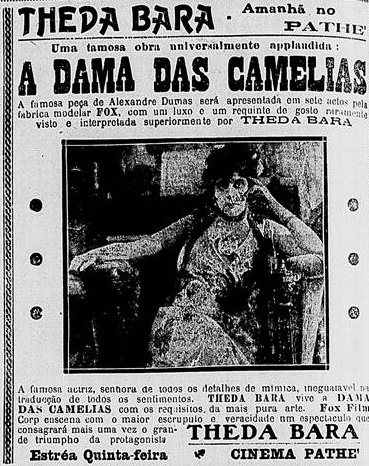
O filme A Dama das Camilias (Camille) na revista Correio da Manhã (RJ) no Brasil.

O filme atulmente é considerado perdido.